# Picea jezoensis hondoensis
Picea jezoensis hondoensis (Mayr) P.A.Schmidt, 1988, è una sottospecie di P. jezoensis appartenente alla famiglia delle Pinaceae, endemica della parte centrale di Honshū, in Giappone.

## Etimologia
Il nome generico Picea, utilizzato già dai latini, potrebbe, secondo un'interpretazione etimologica, derivare da Pix picis = pece, in riferimento all'abbondante produzione di resina. Il nome specifico jezoensis fa riferimento a Jezo, altro nome di Hokkaidō. L'epiteto hondoensis fa riferimento all'antico nome giapponese dell'isola di Honshū, Hondo.

## Descrizione
Questa sottospecie differisce da P. jezoensis per la corteccia del tronco di colore rosso-marrone opaco, superficialmente solcata. I pulvini e gli aghi sono più piccoli e i macrosporofilli dei coni sono di forma ovata-romboidale, larghi fino a 1 cm, dentellati sul margine superiore.

## Distribuzione e habitat
Vegeta nelle foreste subalpine di Honshū a quote comprese tra i 1500 e i 2400 m, in associazione con Tsuga diversifolia, Abies veitchii, Abies mariesii e specie del genere Betula.

## Tassonomia
Sottospecie descritta nel 1988 da Peter A. Schmidt in Haussknechtia vol. 4 e accettata anche da Farjon (2010).

### Sinonimi
Si conoscono i seguenti sinonimi:
- Picea hondoensis Mayr
- Pinus hondoensis (Mayr) Voss

## Usi
Il suo legno veniva utilizzato in edilizia e nella realizzazione di decorazioni interne.

## Conservazione
La popolazione di questa sottospecie è stabile e in buona parte vegetante in aree protette, pertanto viene considerata specie a rischio minimo (least concern) nella Lista rossa IUCN.